# Георгій I (імператор Трапезунда)
Георгій I (грец. Γεώργιος Μέγας Κομνηνός; бл. 1255 — після 1284) — імператор Трапезунда в 1266—1280 роках.

## Життєпис
Походив з династії Великих Комнінів. Другий син Мануїла I, трапезундського імператора. Його матір'ю була Ірина Сирікаїна. Народився близько 1255 року. 1263 року після смерті батька трон посів його старший брат Андронік II. Втім той помер й Георгій посів трон.
Спочатку через молодість імператора влада належала знатнішим архонтам. В цей час зберігалася загроза з боку Румського султанату, де значну владу отримав перване (перший міністр) Муїн ал-Дін Сулейман. Складними були стосунки з Давидом VI, царем Західної Грузії, що намагався відновити зверхність над Трапезундом. За цих обставин Георгій I вимушений був спиратися на Ільханів, зверхність яких визнав ще його батько. Тому він відмовився карбувати срібні монети, лише мідні, де позначав себе як деспот. Титул імператора використовував лише всередині країни.
1274 року Георгій I після прийняття візантійським імператором Михайлом VIII унії на Другому Ліонському соборі став очільником антиунійного руху на Сході. Посилюються контакти з Карлом I, королем Сицилії, що був противником Візантійської імперії. Ймовірно відчув себе досить потужним, щоб 1278 року провести церемонії оголошення себе імператором. Можливо планував скористатися антиунійними настроями в Константинополі, щоб повалити династію Палеологів. Втім в свою чергу це викликало підозри ільхана Абаки в намірі Георгія I стати незалежним.
1280 року був зраджений і схоплений на горі Таурезіон. Місце це досі не встановлено. Висловлювалося, що це частина хребта Тавр, або гора Таруца в Східній Анатолії, чи біля міста Тебріз. Опинився в полоні ільхана Абаки. Трон перейшов до його молодшого брата Іоанна II.
У 1282 році після смерті Абаки здобув свободу та рушив до свого швагра Деметре II, царя Східної Грузії. 1284 року спробував повернути трон, але зазнав поразки. Подальша доля невідома.